# Национальный научно-природоведческий музей НАН Украины
Национальный научно-природоведческий музей Национальной академии наук Украины (укр. Національний науково-природничий музей Національної академії наук України, ННПМ НАН України) — научно-исследовательское и просветительское учреждение, один из ведущих центров развития природоведческих исследований Украины, действующий в системе Национальной академии наук Украины, самый крупный природоведческий музей Украины и один из крупнейших научно-природоведческих музеев мира. Научные фонды и экспозиция ННПМ относятся к Научным объектам, составляющим национальное достояние (с 2001 года). Музей подчинён непосредственно Президии НАН Украины. Отделение общей биологии и наук о земле НАН Украины и Музейный Совет осуществляют научное и научно-методическое руководство соответствующими направлениями деятельности ННПМ НАН Украины.
Создан в 1966 году как единый экспозиционно-территориальный комплекс в составе Геологического, Палеонтологического, Зоологического, Ботанического и Археологического музеев. Музей расположен в центре Киева в здании бывшей Ольгинской гимназии, в старинном доме с оригинальной архитектурой в стиле неоклассицизма. Музейный комплекс ННПМ построен согласно классическим принципам музееведения. На площади 8 тысяч м² в 24 залах собрано свыше 30 тысяч экспонатов, рассказывающих о возникновении, строении и эволюции Земли, её растительном и животном мире, о его прошлом и настоящем, об истории материальной культуры племён и народов, населявших территорию Украины. Центральное место в музеях занимает комплекс диорам — ландшафтных экспозиций и биогрупп, количество которых достигает 24.
За время своего существования музейный комплекс стал широко известным и популярным не только в Украине, но и далеко за её пределами, и внесён в международные справочники. ННПМ НАН Украины сыграл заметную роль в формировании современных представлений о природе, проблемах взаимоотношений человека с окружающей средой, в пропаганде охраны и рационального использования природных ресурсов, в эстетическом воспитании молодёжи. Наряду с распространением научных знаний музей ведёт обширную исследовательскую работу. Как научный центр и академическое учреждение музей выполняет ряд научно-исследовательских тем, посвященных изучению природы Украины, её биотического разнообразия, истории развития естественных музеев и научных исследований в них. В нём сохраняются уникальные научные фонды, где сосредоточены коллекционные материалы — основа научной работы коллектива музея, являющаяся источником пополнения и дальнейшего развития экспозиции.
Большое значение и популярность Национального научно-природоведческого музея НАН Украины обусловлены научным характером его коллекций и экспозиций, соответствующим художественным оформлением, которое было впервые применено в практике природоведческих музеев Украины. Ныне ННПМ НАНУ является одним из крупнейших центров музейного дела, достоянием и гордостью Украины и, по признанию многочисленных специалистов, одним из наилучших современных природоведческих научных центров в мире.

## История

### Создание
Национальный научно-природоведческий музей как самостоятельное учреждение был создан 8 июня 1966 года Постановлением Совета министров Украинской ССР № 440 «О создании Центрального научно-природоведческого музея АН УССР» по представлению Президиума Академии наук УССР. Первым директором музея был академик И. Г. Пидопличко. Кроме него среди основателей ННПМ были также Н. Н. Щербак, Д. Н. Доброчаева, Г. И. Молявко, В. П. Шарпило, Б. В. Заверуха, О. Л. Короткевич, В. П. Франчук, Ю. О. Костюк, Ю. В. Мовчан и много других сотрудников, которые в сжатые сроки отобрали и подготовили экспонаты для экспозиции, которая создавалась по классическим принципам музееведения.
Экспозиция Центрального научно-природоведческого музея АН УССР создавалась на основе 4 основных принципов:
- Принцип историчности. Демонстрация и хранение всех коллекционных образцов, а также пояснительных материалов как документов, иллюстрирующих историческое развитие Земли и всего живого на ней от первоначальных форм до современных. Принцип историчности обусловил необходимость подачи материалов со всего Земного шара, при этом значительное внимание и значение уделялось материалам из Украины.
- Принцип научности. Представление образцов, материалов и пояснений к ним на основе точных научных сведений.
- Принцип доступности и наглядности. Демонстрация образцов и пояснительных текстов формировалась таким образом, чтобы быть полностью понятными посетителям.
- Принцип высокого художественно-эстетического уровня. Оформление витрин и общего интерьера музея формировалось в едином стиле. Для организации единого пространства на всех этажах музея была использована единая базовая цветовая гамма, позволившая объединить все многообразие природных объектов в визуально единую композицию. Кроме того, для художественного оформления экспозиции и создания диорам были привлечены известные художники-члены Художественного фонда Украины, создавшие художественный совет под руководством И. А. Хорошуновой. В экспозиции были использованы произведения известных художников-анималистов — Г. Эккерта, Г. Н. Гликмана[укр.], И. С. Ижакевича, Ф. Кричевского, которые стали частью экспозиции и украсили её.

Принципы и логика представления экспозиции, заложенные основателями, сохраняются в музее до сих пор.
Музей создан как академическое учреждение, в системе Академии наук Украинской ССР как «Центральный научно-природоведческий музей». Согласно решению Совета министров, музей оформился как «экспозиционно-территориальный комплекс», составленный из 5 экспозиций («музеев»), подчиненных «музейным отделам» соответствующих институтов АН УССР — археологии, геологии, зоологии и ботаники.
Такими музейными экспозициями являются коллекции, известные издавна:
- геологическая коллекция (основана в 1927 г.), до как минимум 1930 г. как Национальный геологический музей, при котором действовали и два палеонтологических отдела, в дальнейшем и до 1998 г. «музей» находился в подчинении Института геологии АН УССР;
- палеонтологическая коллекция (основана в 1935 г.), подчиненная в 1935—1998 гг. Институту биологии и зоологии АН УССР, затем Институту зоологии АН УССР;
- зоологическая коллекция (основана как «зоомузей» в 1919 г.), подчиненная в 1934—1998 гг. Институту биологии и зоологии АН УССР, затем Институту зоологии АН УССР;
- ботаническая коллекция (основана в 1921 г.), подчиненная в 1934—2000 гг. Институту ботаники АН УССР (история до конца не выяснена, вероятно, 1921 г. касается Национального гербария Украины, а экспозиция создана не ранее 1967 года, когда уже было построен 5-й этаж и открыта экспозиция);
- археологическая (основана в 1935 г.), однако археологический музей создан по существу только в год открытия экспозиции ЦНПМ в 1967 году.

По сути, отдельными «музеями» называют соответствующие экспозиции (по сути этажи). Таковы «Геологический музей» с соответствующим научным отделом Института геологии АН УССР, «Палеонтологический музей» с отделом палеозоологии Института зоологии АН УССР, «Зоологический музей» с отделом фауны и систематики Института зоологии АН и «Ботанический музей» вместе с соответствующим отделом АН УССР. Кроме того, в полуподвальном этаже (со стороны улицы Терещенковской) расположен «Археологический музей», созданный вместе с ННПМ в 1966 году, однако принадлежащий другому учреждению — Институту археологии НАН Украины.
До конца 1996 года музей назывался Центральный научно-природоведческий музей НАН Украины (распространенная аббревиатура — ЦНПМ). 10 декабря 1996 года указом Президента Украины Научно-природоведческому музею был предоставлен статус Национального. Музей открыт для посетителей 1 декабря 1967 года. Это произошло после того, как в ноябре 1967 г. Президиум АН Украины констатировал завершение работ и возможность принять зоологическую и геологическую части Центрального научно-природоведческого музея до открытия, о чём было принято соответствующее постановление Президиума.
В конце 1990-х и начале 2000-х годов в состав музея перешли научные подразделения и фондовые коллекции, которые до этого оставались подчиненными различным учреждениям Академии наук УССР, несмотря на то, что сами экспозиции и рабочие помещения были объединены территориально в единый комплекс (общее здание и т. п.).

### Здание и помещения
Музей расположен в самом центре Киева на улице Богдана Хмельницкого, в здании № 15. Это здание сооружалось в 1910-х годах по проекту архитектора П. Ф. Алёшина для расширения площадей Ольгинской женской гимназии (другое название — «Государственная женская гимназия святой Ольги»), которая в то время располагалась в здании нынешнего Института ботаники НАН Украины. После революционных событий 1917—1918 годов и создания Всеукраинской академии наук (ВУАН) здания отошли в ведение академии наук. Начатый при ВУАН в 1919 году Зоологический музей, являющийся старейшим подразделением ННПМ, размещался по адресу Терещенковская, 2 (ныне это — Терещенковская, 4, где размещается теперь Издательский дом «Академпериодика»).
Недостроенный новый корпус Ольгинской гимназии, ныне являющийся зданием ННПМ, пробыл «долгостроем» более 10 лет и только в конце 1928 года строительство было завершено и здание было передано Всеукраинской академии наук («здание ВУАН»). Основной вход в это здание был с улицы Короленко (ныне Владимирская, 55), и в нём размещался ряд академических институций (более 10), среди которых был и Зоологический музей. Тогда же, в 1929 году, был создан и Национальный геологический музей, расположенный на 1-м этаже здания. Помещениями музеев были фактически только коридоры здания, вдоль которых стояли шкафы с образцами. В комнатах, которые теперь являются залами Национального музея, размещались многочисленные институты ВУАН, преимущественно природоведческие, и это продолжалось фактически до середины XX века.
Во времена Второй Мировой войны все эти академические институты пережили эвакуацию на восток.
На месте зоологического музея, который с 1934 года входил в состав института зообиологии, оккупационными немецкими властями был создан Институт защиты растений (с весны 1942 до осени 1943 годов), и здание все те годы оставалось «обжитым»: в нём работали оставшиеся в то время в Киеве учёные.
В послевоенные годы здание было достроено, и так появился нынешний 5-й этаж. Сейчас на этом этаже расположены ботаническая экспозиция и рабочие помещения двух отделов ННПМ — ботаники и музеологии, а также аспирантская комната, библиотека и конференц-зал.

### Вехи и значительные события
- 1966 (8 июня) — Постановление Совета Министров Украины об учреждении Центрального научно-природоведческого музея (в отдельных документах того времени — «Музея природы»).
- 1967 (1 декабря) — открытие экспозиции музея для посетителей (геологический и зоологический музеи).
- 1996 (10 декабря) — Музею присвоен статус «национального» приказом Президента Украины («О предоставлении Центральному научно-естественному музею статуса национального»).
- 2001 — начало издания «Вестника Национального научно-природоведческого музея[укр.]».
- 2007 (24 мая) — переход в состав ННПМ в роли структурного подразделения ботанического музея, который до этого был в составе Института ботаники НАНУ (Согласно Постановлению Президиума НАН Украины № 147 от 24 мая 2007 г.).
- 2008 (5 марта) — переход в состав ННПМ в роли структурного подразделения геологического музея, до этого находившегося в составе Института геологических наук НАНУ (Согласно Постановлению Президиума НАН Украины № 68 от 05 марта 2008 г.).
- 2008 — переход ННПМ в подчинение из Отделения морской геологии НАН Украины (директор был геологом) в Отделение общей биологии НАН Украины (новоизбранный директор — биолог).
- 2016 (22 ноября) — торжественное празднование 50-летия со времени создания музея.
- 2016 (8 декабря) — присуждение Государственной аттестационной комиссией Украины двум научным журналам ННПМ статуса «научные специализированные издания[укр.]» — «Вестник Национального научно-природоведческого музея» (с 2018 года «GEO&BIO: Праці Національного природничого музею») и «Труды Териологической школы» (с 2018 года «Theriologia Ukrainica[укр.]»).
- 2019 (7-8 октября) — Пятая международная конференция цикла «Природоведческая музеология», прошедшая под названием «Природоведческие музеи в Украине: становление и перспективы развития» и посвященная 100-летию основания Зоологического музея Украинской академии наук в Киеве.

## Музей как научный центр

### Научные отделы
Национальный научно-природоведческий музей НАН Украины включает пять научных отделов:
- отдел музеологии, 2-й и 5-й этажи ННПМ;
- отдел геологии, 2-й этаж ННПМ;
- отдел палеонтологии, 3-й этаж ННПМ;
- отдел зоологии, 4-й этаж ННПМ;
- отдел ботаники, 5-й этаж ННПМ.

Отдел музеологии выполняет научную тему истории формирования и основ ведения научных фондовых коллекций, координирует работу других отделов и занимается изданием путеводителей, справочников и научных работ, в том числе журнала «Вестник ННПМ». Этому отделу подчинены редакция, библиотека, экскурсионное бюро и кинотеатр. Другие отделы ведут научную работу, хранят и каталогизируют фондовые коллекции, заботятся об уходе и обновлении соответствующих частей экспозиции и проводят в них экскурсии.
Основными направлениями деятельности Научно-природоведческого музея НАН Украины в области научных исследований являются:
- Разработка научных основ естественной музеологии, создание, обогащение и сохранение фондовых коллекций и экспозиций.
- Изучение современного состояния и распространение представителей флоры и фауны, флористических и фаунистических комплексов Украины и других регионов.
- Проведение исследований по экологии и эволюции организмов и биостратиграфии, истории флоры и фауны.
- Анализ современного состояния и сохранения природных геологических памятников Украины, в частности, минералогические исследования ценных и полудрагоценных образцов.
- Проведение научно-образовательной, популяризаторской и культурно-просветительской работы по тематике.

Текущими научными темами ННПМ являются:
- «Распространение, таксономическое и морфологическое разнообразие отдельных видов и групп позвоночных животных фауны Украины: мониторинг на основе изучения музейных коллекций и материалов полевых исследований» (срок выполнения — 2017—2021 гг., руководитель — академик НАН Украины И. Г. Емельянов).
- «Геологическое разнообразие Волыно-Подольской плиты и разработка рекомендаций по сохранению геологического наследия» (срок выполнения — 2017—2021 гг., руководитель — к.геол.-мин.н., ст. науч. сотр. В. П. Гриценко).
- «Видовое, популяционное, флорокомплексное разнообразие и созологические аспекты региональных природных и урбаногенных флор Украины; реконструкция и обновление музейных ботанических экспозиций» (срок выполнения — 2018—2022 гг., руководитель —к.б.н., ст. науч. сотр. В. В. Новосад).

### Научные фондовые коллекции
Научные фондовые коллекции ННПМ составляют природные материалы, количество которых составляет около 2,5 млн музейных единиц хранения. Они включают собрание образцов горных пород, минералов, представителей флоры и фауны (в том числе ископаемых) из разных регионов нашей планеты. Особое внимание уделяется сохраниению типологических коллекций — типовых экземпляров таксонов разного систематического ранга. Эти коллекции были основаны в XIX веке выдающимися украинскими естествоиспытателями и сейчас являются основой научной работы сотрудников музея, а также специалистов других научных учреждений Украины и мира. К уникальным и ценным в научном отношении экспонатам и выдающимся коллекционным объектам ННПМ относятся:
- в Отделе геологии: окаменевшее дерево — сигиллярия; коллекции железо-марганцевых конкреций со дна Атлантического и Индийского океанов, в том числе уникальная глыба мантийного вещества, поднятая с глубины 5700 м в Индийском океане; коллекция метеоритов, в которой хранится 29 из зарегистрированных 42 находок украинских метеоритов, 60 метеоритов из других стран мира, а также образцы лунного грунта, добытые автоматическими станциями «Луна-12» и «Луна-16»; геохронологическая коллекция докембрийских горных пород Украины, возраст которых составляет от 1,2 до 3,5 млрд лет;
- в Отделе палеонтологии — коллекция гиппарионовой фауны Украины, в частности, объекты, смонтированные по версии И. Г. Пидопличко как жилье человека позднего палеолита (Межирицкое и Мезинское жилье из костей мамонта), костные остатки представителей неогеновой и плейстоценовой фаун; смонтированы скелеты крупных млекопитающих — слона-динотерия, мамонта и шерстистого носорога, кита-цетатерия, жирафа-херсонотерия, первобытного быка-тура — предка современного крупного рогатого скота;
- в Отделе зоологии — коллекции редких беспозвоночных и позвоночных животных Евразии, Африки, Новой Зеландии, Австралии, Южной Америки, а также типовые экземпляры животных. Особенно ценны старые образцы, возраст которых составляет более 100 лет;
- в Отделе ботаники наиболее интересны для экспозиции ветви, цветки и плоды баобаба, колбасного, хлебного и пушечного деревьев, мандрагоры, плодов сейшельской и кокосовой пальм, летиции, папайи, дерева какао и многих других экспонатов из разных уголков мира[3].

С 1999 года научные фондовые и экспозиционные коллекции ННПМ НАН Украины признаны национальным достоянием и имеют поддержку государства. В музее постоянно осуществляется обмен коллекционными материалами и научными работами со многими музеями Европы, США, Азии и Австралии, проводятся семинары и курсы повышения квалификации специалистов природоведческого профиля, работников краеведческих музеев Украины и многих других государств.
В дни музейной работы, когда музей закрыт для посетителей, сотрудники работают с фондами, хранящимися в рабочих помещениях научных отделов и вне них, в том числе в экспозиционных залах. Именно в такие дни ведется каталогизация и переопределение образцов, извлекаются материалы для научной обработки, в том числе для обработки приезжими специалистами, обновляются витрины.

### Научные общества и конференции
Музей является базовым научным учреждением двух научных обществ:
- Украинское териологическое общество НАН Украины[укр.];
- Украинское герпетологическое общество.

ННПМ является постоянным участником музеологических конференций цикла «Природоведческая музеология», он был организатором трёх из них, в частности:
- 2012. «Современные аспекты естественной музеологии» — II Международная научно-практическая конференция (11-13 сентября 2012 г., Киев, Канев);
- 2013. «Практические вопросы естественной музеологии» — III Научно-практическая конференция (24-25 октября 2013 г., Киев);
- 2015. «Естественные музеи: роль в образовании и науке» — IV Международная научная конференция (27-30 октября 2015 г., Киев);
- 2019: V конференция прошла в Киеве на базе ННПМ и была посвящена 100-летию создания Зоологического музея АН, ныне одного из отделов ННПМ.

### Научные издания
В 1921—1923 гг. Зоологический музей УАН (ныне отдел зоологии ННПМ) издавал журнал «Украинский зоологический журнал» (одно из названий — «Зоологический журнал Украины»), под редакцией Николая Шарлеманя, издано два тома, первый из них — как издание Украинского научного общества, которое в том же 1921 году распустилось и вошло в состав УАН. Журнал прекратил существование из-за тотального закрытия тематических изданий, однако с 1926 г. восстановился как тематическая серия «Трудов Физико-математического отдела ВУАН», известная как «Сборник трудов зоологического музея».
Отделом палеонтологии в 1960—1980 годах издавался палеонтологический сборник «Природная обстановка и фауны прошлого» под редакцией академика Ивана Пидопличко (вышло 9 выпусков).
Отделом зоологии ННПМ в течение 1997—2017 годов издавались три сборника:
- «Каталог коллекций Зоологического музея ННПМ НАН Украины[укр.]», издавался в 1997—2015 гг.; (гл. ред. в период с 2005 г. — Писанец Е. М.); издано 14 выпусков[10].
- «Сборник трудов Зоологического музея[укр.]», издавался в 2005—2014 гг.; в 2017 г. возобновлен выход и изданы тома за 2014—2016 гг.; (гл. ред. в 2005—2016 гг. — Писанец Е. М.); издание зарегистрировано как продолжение одноимённого сборника 1928—1976 годов, издано около 45 выпусков.
- «Труды Герпетологического общества», издавался в 2008—2014 гг. (гл. ред. — Песков В.); издано 5 выпусков[11].

В настоящее время в музее издается два журнала, имеющих статус профессиональных изданий (h-индексы и количество цитирований указано по версии Google Scholar):
- «Theriologia Ukrainica[укр.]» (до 2018 г. «Труды Терриологической школы»), ISSN 23122749, издается с 1998 г.; h-индекс = 13, цитирований = 950; в 2017 г. издан 15-й том. Профессиональное издание с 2016 года по решению Государственной аккредитационной комиссии[укр.].
- «GEO&BIO: Праці Національного природничого музею[укр.]», в 2001—2008 годах назывался «Вісник Національного науково-природничого музею» («Вестник Национального научно-природоведческого музея»), ISSN 22197516, издаётся с 2001 г.; h-индекс = 6, цитирований = 177; в 2017 году был издан 15 том. Профессиональное издание с 2016 года по решению Государственной аккредитационной комиссии.

В 2019 году в рамках мероприятий по подготовке 5 Международной конференции по вопросам деятельности природоведческих музеев была начата серия изданий «Природоведческая музеология» (ISBN серии 978-966-02-8997-0). Эта серия включила четыре предыдущих выпуска работ конференций по природоведческой музеологии и текущий пятый выпуск, полностью изменивший свой формат из тезисов докладов на статьи и краткие сообщения.

## Музей как просветительский центр
За время своего существования музей стал широко известным и популярным не только в Украине, но и далеко за её пределами, и внесен в ряд международных справочников.
Музей постоянно ведет просветительскую работу. При ННПМ действуют кинозал, показывающий фильм о природе в 3D-качестве, кружки для молодежи, в том числе Палеонтологический кружок, каждый посетитель может получить в экскурсионном бюро аудиогид для ознакомления с определённой частью экспозиции (напр. для этажа «Зоологический музей»). Для групп, а нередко и для 1-3 человек, если они того желают, организуются экскурсии как обзорные, так и тематические.
Для школьников предлагаются тематические занятия по основным разделам учебных курсов, в частности, по программам изучения ботаники и зоологии. Подробное содержание экскурсионной программы ННПМ изложено для удобства на сайте музея.
В довоенный период, до 2014 года, каждый год музей посещали около 500 тысяч экскурсантов.

## Структура экспозиции
Национальный научно-естественный музей НАН Украины объединяет пять музейных экспозиций, которыми занимаются соответствующие научные отделы:
- экспозиция «Археологический музей» (занимается Институт археологии НАН Украины), 0-й этаж ННПМ;
- экспозиция «Геологический музей» (занимается отдел геологии ННПМ), 1-й этаж ННПМ;
- экспозиция «Палеонтологический музей» (занимается отдел палеонтологии ННПМ), 2-й этаж ННПМ;
- экспозиция «Зоологический музей» (занимается отдел зоологии ННПМ), 3-й этаж ННПМ;
- экспозиция «Ботанический музей» (занимается отдел ботаники ННПМ), 4-й этаж ННПМ.

Кроме того, в музее есть два зала с меняющейся тематикой работы:
- зал временных экспозиций (1-й этаж с геологической экспозицией);
- конференц-зал с 3d кинотеатром (4-й этаж с ботанической экспозицией).

На площади 8000 м² в 24 залах собрано более 60 тысяч экспонатов, рассказывающих о возникновении, строении и эволюции Земли, её растительном и животном мире, их прошлом и настоящем, об истории материальной культуры племен и народов, населявших территорию Украины. Экспозиция живого мира построена по систематико-эволюционному принципу — от низших организмов к высшим. Кроме экспонатов для каждой группы организмов предоставляется краткая справка, содержащая основные сведения о ней. В качестве вспомогательного материала используются оригинальные фотографии, карты, художественные произведения. Широкое использование художественного оформления было применено впервые в практике природоведческих музеев Украины. Витрины чередуются с диорамами, в которых представлены высокохудожественные изображения сред обитания разных групп животных и растений в определённые исторические периоды. Комплекс из 29 диорам — ландшафтных экспозиций и биогрупп — занимает ведущее место в музее.

## Геологический музей
Геологический музей расположен на 1-м этаже музейного комплекса ННПМ. Геологический музей был основан в 1927 году. Позднее он вошёл в состав Института геологических наук АН УССР. Основу фондов музея составили коллекции, собранные выдающимися геологами П. А. Тутковским, Н. И. Безбородько, В. И. Лучницким и другими. С 1967 года Геологический музей функционирует в составе Национального научно-природоведческого музея.
В Геологическом музее хранится, исследуется и демонстрируется фактический научный каменный материал, относящийся к многочисленным аспектам изучения планеты Земля. Этот материал свидетельствует о вещественном составе земной коры, строении, происхождении и развитии нашей планеты, о сложных явлениях и процессах, происходивших на её поверхности и в недрах.
В музее хранится и экспонируется свыше 50 тысяч образцов горных пород, минералов, ископаемых животных и растений. Они показывают вещественный состав земной коры, строение, происхождение и развитие нашей планеты, сложные явления и процессы, которые происходили на её поверхности и в недрах.
Экспозиция музея расположена в 7 залах. Обзор начинается стендом, где представлены метеориты, найденные на территории Украины и России. Более полная коллекция метеоритов сохраняется в фондах.
В зале «Общие геологические процессы» в 22 витринах систематизированы информация и экспонаты о внутренних и внешних процессах, формирующих внешний вид Земли и строение литосферы. Часть витрин рассказывает об эндогенных внутренних процессах, к которым относятся связанные с влиянием внутренних и, вероятно, космических источников энергии: тектонические движения, землетрясения, магматизм, вулканизм и метаморфизм горных пород. Другая часть экспозиции представляет экзогенные процессы, непрерывно разрушающие сушу, изменяющие её рельеф и приводящие к новому осадонакоплению, обусловленному деятельностью атмосферы, рек, озёр, морей, подземных вод, ветров, льда и организмов.
В зале «История геологического развития территории Украины» в 19 витринах хранятся экспонаты, составляющие основу для расшифровки геологической истории этого участка Земли продолжительностью около 4 миллиардов лет. Согласно геохронологической шкале, показано, как изменялась территория Украины на протяжении всех геологических периодов, как чередовались моря и суши, которыми были растительный и животный мир. В зале представлен экспонат нижней части гигантского плауна — сигиллярии, которая росла в заболоченных местах во время каменноугольного периода.
Коллекция зала «Минералогия» насчитывает около 9000 образцов 1495 видов минералов из месторождений разных стран мира, в том числе около 150 минералов из Украины. Экспонируется минералы двумя систематическими подборками:
- систематической коллекцией, где виды минералов группируются в соответствии с их основным химическим составом и типом кристаллической структуры;
- генетической коллекцией, состоящей из ассоциаций минералов, типичных для определённых процессов их образования (магматические, гидротермальные, экзогенные и метаморфические).

Отдельно экспонируются основные диагностические свойства минералов.
В зале «Петрография» экспонируются горные породы. В этом отделе хранится датированная радиоизотопными методами коллекция докембрийских пород Украины. В зале «Полезные ископаемые Украины» демонстрируются минералы, горные породы, используемые в промышленности энергоносители и их важнейшие месторождения в Украине.
- Экспозиция Геологического музея
- Розовый кварц и киноварь
- Пренит, пенин и тальк

Зал «Морские геологические исследования» демонстрирует современные фактические материалы по геологии, вещественному составу и полезным ископаемым дна Азовского и Чёрного морей, а также Атлантического и Индийского океанов. Здесь экспонируются железо-марганцевые и фосфоритовые конкреции со дна Атлантического и Индийского океанов, глыбы мантийного вещества (перидотит), поднятые с глубины 5700 м, «метановый курильщик», макеты и карты, объясняющие строение дна этих морей и Мирового океана.
В зале «Монографические палеонтологические и петрографические коллекции» хранятся коллекции ископаемых беспозвоночных и растений, которые изучены и описаны в монографиях украинских ученых. Здесь представлены эталонные образцы, позволяющие установить геологический возраст слоев, делать обобщения, освещающие геологическую историю регионов Украины.

## Палеонтологический музей имени В. А. Топачевского
История палеонтологического музея имени В. А. Топачевского тесно связана с именем академика И. Г. Пидопличко, который в декабре 1935 года создал первую небольшую палеонтологическую экспозицию в Зоологическом музее. Коллекцию ископаемых материалов для неё начали собирать ещё во времена учреждения Украинской академии наук в 1919 году. Становлению Украинского национального палеонтологического музея способствовали выдающиеся учёные: академики А. А. Борисяк, А. Н. Криштофович, Ю. А. Орлов, член-корреспондент Е .В. Звирозомб-Зубовский, профессора О. О. Браунер, Н. О. Бурчак-Абрамович, К. К. Флёров и другие. Теперь он является частью экспозиции ННПМ и занимает его 2-й этаж.
Во время Второй мировой войны значительная часть палеонтологической коллекции была разграблена и уничтожена. Но уже в первые послевоенные годы под руководством и при непосредственном участии академика И. Г. Пидопличко был завершён важный этап палеотериологических исследований в Украине — обследование и картирование известных местонахождений ископаемой фауны. В дальнейшем его ученики с успехом продолжили эти исследования, собрав многочисленные оригинальные научные материалы, составившие основу экспозиционной части музея.
Современный вид Палеонтологический музей приобрел в 1966—1969 годах при строительстве комплекса Национального научно-природоведческого музея НАН Украины. Работы проводились под общим руководством академика И. Г. Пидопличко. Он возглавлял Палеонтологический музей до 1975 года, с 1976 по 2004 годы заведующим музеем был академик В. А. Топачевский. Значительный вклад в создание палеонтологической экспозиции внесли доктора наук А. Л. Короткевич и Л. И. Рековец, кандидаты наук В. И. Бибикова, Н. Г. Билан, А. С. Брюзгина, Н. Л. Корниец, Т. В. Крохмальная, В. А. Несин, М. Д. Поплавская, В. И. Свистун, Ю. А. Семёнов, О. Ф. Скорик, В. И. Таращук и другие. Ландшафты прошлого, внешний вид вымерших животных и растений отражают произведения И. С. Ижакевича, Г. Н. Гликмана, Д. Л. Барановского, А. Л. Эккерта и других выдающихся украинских художников. Диорамы музея созданы художниками С. И. Гончаренком, Л. М. Казанским и М. И. Островским.
Экспозиция музея насчитывает более 2000 оригинальных экспонатов, большинство из которых происходит с территории Украины. В ней наглядно представлена история развития растительного и животного мира Земли, начиная с появления жизни и до современности. Фондовые коллекции музея насчитывают около 1 млн экземпляров. Всего в музее демонстрируется 106 экспозиционных витрин, 5 художественных диорам и два сооружения из костей мамонта.
Геологическая история Украины сложилась так, что далеко не все периоды развития органического мира одинаково хорошо охарактеризованы палеонтологическими документами. В частности, в мезозойскую эру практически вся её территория находилась на дне древнего океана Тетиса. Поэтому в музее почти отсутствуют остатки динозавров. Но в том, что касается скелетов палеозойских рыб и неогеновых млекопитающих, Украина является одной из самых богатых в Европе, а некоторые местонахождения останков древних позвоночных не имеют себе равных. Ископаемые материалы с территории Украины хранятся во многих музеях мира.
К уникальным и наиболее ценным в научном отношении экспонатам Палеонтологического музея относятся прежде всего костные остатки представителей гиппарионовых фаун. Наиболее интересными экспонатами музея являются хорошо сохранившиеся скелеты отдельных особей неогеновых и четвертичных млекопитающих: слона-динотерия, жирафа-херсонотерия, кита-цетотерия, первобытного быка-тура, мамонта и т. д. Экспозицию музея украшают отпечатки беспозвоночных животных и растений, раковины, окаменевшие стволы деревьев, кусочки янтаря с погребёнными в них насекомыми. Среди наиболее интересных экспонатов — сооружения (по гипотезе академика И. Г. Пидопличко — каркасы жилищ древних людей), построенные из костей мамонта, найденные в Черкасской (Межиричская стоянка в селе Межирич) и Черниговской (Мезин) областях. Это — творения кроманьонцев, которые жили на территории Украины в период от 15 до 20 тысяч лет назад и оставили богатую материальную культуру. В реконструированном виде оба сооружения неоднократно экспонировались на выставках в Японии и Западной Европе.
Палеонтологические коллекции музея постоянно пополняются, и не только за счёт научно-изыскательских работ и раскопок, проводимых сотрудниками музея. Значительную роль в обогащении экспозиции и научных коллекций играют сообщения о находках интересных ископаемых объектов, поступающие от граждан Украины, а также их подарки.
Экспозиция музея, в основу которой положено материалистическое мировоззрение, иллюстрирует развитие жизни на Земле. Она воспроизводит отдельные этапы развития растительных и животных организмов, знание которых способствует установлению геологического возраста, корреляции земных слоев, разработке вопросов палеогеографии, палеоклиматологии, антропологии и т. д.
- Экспозиция Палеонтологического музея
- Каркас жилища из костей мамонта из палеолитической стоянки в с. Межирич
- Скелет мамонта
- Скелет динотерия Левиуса
- Скелет большерогого оленя
- Яйцо эпиорниса
- Модель стенодиктии
- Модель меганевры

В течение 2002—2012 годов эта часть музея испытала значительные обновления в информационной части, в частности в многочисленных сопроводительных информационных таблицах на витринах и в коридорах 3-го («палеонтологического») этажа музея.

## Зоологический музей имени Н. Н. Щербака
Зоологический музей — один из старейших музеев в составе Национального научно-природоведческого музея и одно из старейших зоологических музейных собраний в Украине. Он был основан 1 мая 1919 года по решению Фаунистического комитета УАН, его первым руководителем был назначен член этого комитета академик УАН Н. Ф. Кащенко. В 1966 году музей вошёл в состав Центрального научно-природоведческого музея АН УССР, а в следующем 1967 году, под руководством Н. Н. Щербака была завершена полная реконструкция зоологической экспозиции, и эта часть музея была открыта для посетителей. В 2007 году Зоологический музей был назван в честь М. М. Щербака, одного из известнейших своих директоров.
Зоологический музей занимает весь 3-й этаж помещения музейного комплекса. Экспозиция музея расположена в длинной галерее и в двух больших залах — зале птиц в правом крыле здания и зале млекопитающих в левом крыле. В музее демонстрируется около 5000 животных, относящихся к 4000 видов. Экспозиция построена по научно-систематическому плану, её характерной чертой является наличие 16 ландшафтных диорам: «Подводный мир Карибского моря», «Горилла», «Среднее Приднепровье», «Снежный барс», «Лежбище морских зверей», «Полосатый варан», «Украинская степь», «Крым», «Черноморский заповедник», «Карпаты», «Украинское Полесье», «Птичий базар», «Императорские пингвины», «Пингвины Адели», «Пустыня Кара-Кум», «Высокогорный Тянь-Шань».
В экспозиции музея представлены разнообразные беспозвоночные. Первая витрина экспозиции зоомузея посвящена одноклеточным существам — простейшим (Protozoa), которых до недавнего времени относили к животным. Поскольку их тела состоят из одной единственной клетки и увидеть большинство из них можно только с помощью микроскопа, здесь представлены фотографии, на которых они увеличены в десятки раз. Далее экспонируются губки и кишечнополостные: скелеты стеклянных губок, напоминающие кристаллы, чашевидная губка кубок Нептуна, похожая на огромный бокал, шаровидные и древовидные губки, а также имеющие вид пучков стекловидных иголок, различные кораллы, скелеты которых отличаются не только по форме, но и по цвету — белые, голубые, черные, красные, физалия («португальский кораблик»). Свободноживущие и паразитические черви дают представление о приспособлении этих животных к жизни в самых разнообразных средах. Большая часть экспонатов — это паразитические плоские и круглые черви. В стеклянных сосудах представлены пораженные ими почки и сердце. Среди ракообразных представлены одни из крупнейших членистоногих мира — гигантский японский краб, почти метровой длины омар, камчатский краб с полуметровым размахом ног, лангусты. Витрина с паукообразными содержит кроме пауков, в частности крупных пауков-птицеедов, также мечехвостов, одних из древнейших животных, сохранившихся до наших дней, и морских пауков, названных так за внешнее сходство с настоящими пауками. Продолжается экспозиция обзором насекомых. Количество видов мировой фауны насекомых более чем вдвое превышает количество видов всех остальных животных. По витринам музея можно составить представление о разнообразии этой многочисленной группы животных. Здесь же размещены стенды с примерами их индивидуальной и географической изменчивости, образцами их гнёзд и личинок. Украшением выставки насекомых являются крупные жуки и тропические бабочки.
Продолжается обзор с другой стороны галереи витринами с иглокожими: морскими звёздами, морскими лилиями и морскими огурцами. Рядом расположена вирина, посвящённая погонофорам. Большая часть выставки моллюсков расположена на горизонтальных витринах, простирающихся почти до конца галереи. Самый крупный двустворчатый моллюск экспонируется в холле музея.
Практически всё правое крыло галереи зоомузея занимает экспозиция рыб, амфибий и пресмыкающихся. Среди рыб представлены большие чучела акул, рыбы-пилы, осетровых и рыбы-луны с левой стороны галереи. В витринах представлено разнообразие этой самой большой среди позвоночных группы животных. Среди земноводных представлены самая крупная современная амфибия — китайская исполинская саламандра, почти полутораметоровой длины, и одна из самых маленьких — лягушка кубинский свистун размером всего 1 см. Для того, чтобы её легче было рассмотреть, было смонтировано специальное увеличительное стекло. Экспозиция рептилий также даёт представление о разнообразии этой группы. Здесь представлены различные виды черепах, в том числе такие крупные как зелёная морская черепаха длиной 1,4 метра и гигантская черепаха. В нескольких витринах выставлены крокодилы: нильский, остромордый, кубинский, миссисипский и китайский аллигаторы. Один из самых ценных экспонатов этой экспозиции — гаттерия — подарок Веллингтонского музея. Это «живое ископаемое», животное с третьим глазом, которое в природе сохранилось только на одном острове, объявленном заповедным. Представлены также хамелеоны, игуаны, вараны, ядозуб и разные виды змей, в том числе королевская кобра.
Самый большой зал зоологического музея — зал птиц. Здесь расположена большая часть диорам музея, в которых представлены природные зоны большей части Евразии, от её побережья на севере до азиатских пустынь на юге. Самая большая диорама — «Птичий базар». Начинается экспозиция птиц с примеров необычных отклонений в их окраске. Здесь представлены ласточка белоснежного цвета, почти полностью белые воробей, трясогузка и ворона. В витринах показаны чучела самых разных птиц от страусов до колибри. В музее есть почти полная коллекция разных видов пингвинов.
В зале млекопитающих размещено примерно 480—500 разных экспонатов: чучел, черепов, рогов, шкур и т. п. Здесь находится самый старый экспонат музея — чучело зубра, изготовленное более 200 лет назад. Этот зубр был добыт примерно в 1780—1800 годах в имении Потоцкого. В этом зале есть 2 диорамы: одна со снежным барсом на фоне изображения центральноазиатских гор, другая — с разными видами морских зверей (как фрагмент прибрежной полосы с видом на море). Ещё около 20 чучел млекопитающих представлены в других экспозициях — зале птиц, витрине «Красная книга Украины» и т. д..
- Диорамы Зоологического музея
- «Снежный барс»
- «Птичий базар»
- «Подводный мир Карибского моря»
- «Горилла»

## Ботанический музей имени Д. Н. Доброчаевой
Ботанический музей считается одним из лучших ботанических музеев мира и является национальным достоянием Украины. Он был основан в 1921 году как «кабинет ботаники» Академии наук Украины. До 1996 года он располагался в помещении Института ботаники имени Н. Г. Холодного АН Украины, а с 1966 года вошёл в состав научно-экспозиционного комплекса Национального научно-природоведческого музея НАН Украины и сейчас расположен на 4-м этаже ННПМ.
Научный коллектив Ботанического музея под руководством профессора Д. Н. Доброчаевой разработал и внедрил научные и экспозиционные принципы, а также основы создания полностью концептуально нового Ботанического музея.
В пяти больших залах ботанического музея на общей площади 1400 м² в 109 витринах, 10 биогруппах, 8 крупноформатных объёмных диорамах, на 20 щитах и 100 фризах размещены 9 экспозиций: «Ботаническая наука в Украине», «Основные группы растительного мира», «Клеточное строение и морфология цветковых растений», «Система и эволюция цветковых растений», «Растения в жизни человека», «Охрана природы», «Растительный мир Украины», «Растительный мир Евразии», «Растительный мир Земного шара». В ботаническом музее представлено 4000 натурных ботанических экспонатов, 550 фотографий, 1000 цветных схем, рисунков, карт ареалов, более 300 развернутых текстовых характеристик со сведениями о природных зонах, флористических царствах и регионах, растительных сообществах и описания отдельных видов растений мировой флоры.
Фитобиологические экспозиции музея дают яркую и научно достоверную картину огромного биологического разнообразия мира растений и познавательную информацию о его особенностях, закономерностях строения, зонально-регионального распределения, ценотической структуры, экологии и т. п. В основе всех элементов экспозиции (витрин, биогруп, композиционных групп, диорам) положен принцип самого широкого показа объемной фитонатурной экспонатуры, которую сотрудники изготовляют методом объемной сушки фитобионтов с сохранением пространственной формы и морфологических параметров конкретных видов растений. В практике создания природоведческих музеев мира такой метод, массово преобладающий в экспозиции, был применён впервые.
Экспозиции Ботанического музея созданы на флористически-фитоценотичной основе по зонально-региональному принципу, наиболее ярко характеризующему разнообразие растительного мира Земли: всех её регионов, различных природных зон и флористических областей. Он имеет явное преимущество по сравнению со многими другими принципами построения экспозиций ботанических музеев, например, чисто систематическим, эволюционным, морфологическим, прагматичным, экологическим, которые демонстрируют лишь определённые группы тех или иных растений и не дают целостной картины их природных комплексных взаимосвязей.
Экспозицию Ботанического музея украшают 8 панорамно-объёмных диорам, в которых отражены ландшафтные картины растительности Большеземельской тундры в приполярном Урале, Бадхызского заповедника в Туркменистане, африканской саванны в период засухи, побережья тропического острова в Тихом океане с кокосовыми пальмами и мангровыми зарослями, степей юга Украины, грабовой рощи Полесья, высокогорья Карпат и Южного берега Крыма.
- Диорамы Ботанического музея
- «Степь»
- «Африканская саванна»

Научными приоритетами ботанического отдела ННПМ являются флористика (в частности, флорология, фитосозология, флоросозология) и ботаническое музееведение. Последнее включает в себя разработку основ реконструкции и совершенствования ботанической экспозиции, новых технологий создания объемно-пространственной фитоэкспонатуры, разработку методов и форм современных музейных экспозиций с использованием компьютерных, мультимедийных, аудио- и видеосистем.

## Археологический музей
Археологический музей Института археологии НАН Украины был основан в 1966 году, то есть в тот же год, что и весь ННПМ, но как научный отдел Института археологии АН УССР. В настоящее время он остаётся отделом Института археологии НАНУ и не входит в состав ННПМ. Находится на нулевом этаже ННПМ. Экспозиция музея отображает результаты научных исследований коллектива Института археологии и является образцом практического воплощения результатов фундаментальных исследований.
В четырёх залах музея площадью 500 м² собрано более 7000 оригинальных экспонатов, представленных по культурно-хронологическому принципу и характеризующих основные этапы истории развития человечества (от около 1 млн лет назад до XVII века): каменный век, энеолит—бронза, ранний железный век, средневековье. Большинство музейных экспонатов — уникальные исторические и художественные объекты: это каменные орудия труда стоянки в посёлке Королёво в Закарпатье, возрастом свыше 800 тысяч лет, одной из древнейших стоянок Европы, комплект разрисованных костей мамонта времён верхнего палеолита со стоянки Мезин (возрастом около 15 тысяч лет), интерпретированных как древние музыкальные инструменты, коллекция предметов трипольской культуры, принадлежавших первым земледельцам и скотоводам на территории Украины (керамика, глиняная пластика, бытовые вещи и т. п.), коллекция древностей из античных городов Южного Причерноморья, старорусских городов Киевa, Воиня, Чучина. Самые древние материалы относятся к времени появления на территории Украины современного человека: Королёвская стоянка в Закарпатье, которая имеет возраст более 800 тысяч лет, самые поздние — до позднего средневековья (XV—XVII века). Эпоха бронзы, связанная с широким развитием цветной металлургии, представлена материалами по раскопкам курганов и поселений: керамика, костяные и бронзовые украшения, оружие, ритуальные вещи, в частности, моделированный череп.
В зале «Первобытная археология» представлены материалы каменного века (палеолит, мезолит, неолит), энеолита и эпохи бронзы (от 900 тыс. лет тому назад до начала I тыс. до н. э.). Здесь демонстрируются материалы стоянки Королёво, среднепалеолитических памятников Крыма, Донбасса, Среднего Поднестровья, верхнепалеолитических поселений охотников на мамонтов с остатками костно-земляных жилищ, древнейшие художественные изделия.
Материалы мезолитической эпохи дают представление о новых традициях в камнеобрабатывающем производстве, развитии рыболовства и о появлении первых коллективных могильников.
В эпоху неолита происходит переход к воспроизводящим формам хозяйства (земледелие, скотоводство), появляется гончарство, ткачество, совершенствуется техника обработки камня. В посвящённых ей витринах представлены материалы из поселений и могильников днепро-донецкой культурной общности, ямочно-гребенчатой и буго-днестровской культур, из Каменной Могилы.
Значительная часть экспозиции отведена материалам племён трипольской культуры (V—III тыс. до н. э.) — крупнейшего сообщества ранних земледельцев и скотоводов на территории Украины. Именно в их среде появляются так называемые поселения-гиганты, происходит освоение первого в истории человечества металла — меди, наибольший расцвет приобретает гончарство, появляется двухэтажная архитектура. Значительную роль играют ткачество, обработка камня и кости, другие ремесла. Демонстрируются коллекции гончарной посуды, антропоморфная и зооморфная пластика, миниатюрные модели жилья и печи, земледельческие орудия, украшения, оружие и т. д., найденные на трехпольских поселениях и могильниках.
В этом же разделе представлены материалы энеолитических культур, синхронных трипольской: среднестоговской, дереевской, скалянской, цветанской и других, иллюстрирующие самобытное развитие земледельцев и скотоводов степной зоны Украины. Материалы представлены остродонной посудой, пластикой, орудиями из камня и кости, украшениями, оружием и т. д. Кроме того, демонстрируются оригинальные монолитные вырезки из энеолитических захоронений с украшениями и орудиями.
Заканчивается экспозиция зала материалами эпохи бронзы. К этому времени относится изобретение бронзы и широкое её применение, в это время появляются группы профессиональных ремесленников, распространяется межплеменный обмен, выделяется родоплеменная знать. В экспозиции — материалы из поселений и курганов ямного, катакомбного, тщинецко-комаровского культурных сообществ и Кемы-обинской, среднеднепровской, многоваликовой керамики, белогрудовской, бондарихинской, сабатиновской и других культур.
Зал «Ранний Железный век» освещает историю населения Украины начала I тысячелетия до нашей эры — первых веков нашей эры. Здесь находятся памятники киммерийской, скифской (оседлых земледельческих племен Право- и Левобережной Украины и степных кочевников) и сарматской культур. Представлены материалы из городищ и курганных захоронений: оружие, атрибуты конского снаряжения, культовые принадлежности, женские украшения.
Вторая часть зала представляет период греческой колонизации Северного Причерноморья и посвящена археологии античных городов и поселений этого региона: греческого поселения на острове Березань (остров), городов Ольвии и Тиры, ольвийского некрополя и сельскохозяйственного окружения — изделия из мрамора, глиняная посуда, терракоты, украшения и инструменты, стеклянные изделия римских времен и т. д. Находки рассказывают о градостроительстве и архитектуре, хозяйстве и культуре греческого населения этого региона.
В зале «Древние славяне и Киевская Русь» демонстрируются материалы из поселений и могильников древнеславянских и соседних с ними племён (зарубинецкой, киевской, черняховской, пражско-корчакской и других). Древнерусская часть экспозиции знакомит с жизнью и культурой городов (Киев, Воинь, Иван, Чучин), сельских поселений (Григоровка) и могильников (Шестовица), характеризующих жилищное строительство, многогранность ремесел, духовную культуру, военное дело населения Киевской Руси X—XIII веков. Здесь же представлены материалы кочевнических племён, соседствовавших с Русью — торков, печенегов, половцев и т. д.
Дополняют экспозицию материалы нового времени (XVI—XVIII веков). Это, в частности, бытовые и ремесленные изделия населения Киева и его округа. Кроме того, в разделе представлены вещи, найденные при раскопках османских городов-крепостей — Белгород-Днестровского, Очакова и других — украшения, оружие, предметы обихода и т. д.
Экспозиция проиллюстрирована тремя диорамами — «Захоронение знатного скифа», «Древнерусский город Чучин» и «Киев. Город Владимира», а также макетами жилья из костей мамонта, трипольского дома, жилого квартала античного города, жилищно-хозяйственных комплексов раннеславянских поселений, древнерусского Подола, выполненными на основе научных разработок и реконструкций.
- Диорамы Археологического музея
- «Захоронение знатного скифа»
- «Древнерусский город Чучин»
- «Киев. Город Владимира»

Кроме того, в отделе «Археологический музей» хранятся коллекции из известных палеолитических стоянок Украины: Королёво, Антоновка 1, 2, Рихта, Пушкари, Добраничивка, Клюсы, Радомышль, Мезин, Межигорцы, Дорошевцы ІІІ и т. п.

## Выдающиеся сотрудники

### Известные ученые музея
- Тутковский П. А. (1853—1913) — геолог и географ, основатель геологического музея (1924);
- Караваев В. А. (1864—1939) — зоолог (энтомолог), путешественник, в 1926—1934 годах — директор зоомузея;
- Парамонов С. Я. (1894—1967) — зоолог (энтомолог), составитель одного из изданий «Истории русов»;
- Доброчаева Д. Н. (1916—1995) — ботаник, лауреат Государственной премии УССР, Заслуженный деятель науки и техники УССР, доктор биологических наук;
- Воинственский М. А. (1916—1997) — зоолог (орнитолог), эволюционист, доктор биологических наук, профессор;
- Щербак Н. Н. (1927—1998) — член-корреспондент НАН Украины, зоолог (герпетолог), инициатор и редактор двух первых выпусков Красной книги Украины;
- Топачевский В. А. (1930—2004) — академик НАН Украины, зоолог (палеотериолог), был заведующим Палеонтологическим музеем, председателем Украинского териологического общества НАН Украины;
- Шнюков Е. Ф. (1930 г. р.) — академик НАН Украины, геолог, директор ННПМ в 1978—2008 гг.
- Щербуха А. Я.[укр.] (1935—2020) — зоолог (ихтиолог), автор серии научных и научно-популярных изданий о рыбах фауны Украины.

### Лауреаты государственных премий
- 1950 — Доброчаева Д. Н. — Государственная премия СССР (в коллективе) за участие в создании «Определителя растений УССР» (1950).
- 1969 — Доброчаева Д. Н. — Государственная премия УССР в области науки и техники (коллективный труд) за написание очередных томов «Флоры УССР».
- 1969 — Клоков М. В. — Государственная премия УССР в области науки и техники за участие в создании 12-томного труда «Флора УССР».
- 1975 — Пидопличко И. Г. — Государственная премия УССР в области науки и техники за создание экспозиции Центрального научно-природоведческого музея.
- 1989 — Шнюков Е. Ф. — Государственная премия УССР в области науки и техники за серию «Геология шельфа УССР» в 8 томах, опубликованную в 1981—1987 годах[27].
- 2000 — Шнюков Е. Ф. — лауреат Государственной премии Украины в области науки и техники за цикл работ «Региональная океанология: состояние среды и минерально-сырьевые ресурсы Атлантического, Индийского, Южного океанов и их морей»[28].
- 2015 (2016) — Емельянов И. Г. — лауреат Государственной премии Украины в области науки и техники за цикл научных трудов «Научные основы сохранения и восстановления биотического и ландшафтного разнообразия Украины в условиях изменений окружающей среды» (коллективный труд).
- 2015 (2016) — Загороднюк И. В.[укр.] — лауреат Государственной премии Украины в области науки и техники за цикл научных трудов «Научные основы сохранения и восстановления биотического и ландшафтного разнообразия Украины в условиях изменений окружающей среды» (коллективный труд).

### Лауреаты академических премий
- 1977 — Щербак Н. Н. — Премия АН УССР имени Д. К. Заболотного[укр.] за цикл работ «Систематика, экология и паразитофауна пресмыкающихся Палеарктики» (коллективный труд).
- 1982 — Шнюков Е. Ф. — лауреат Премии имени В. И. Вернадского за труд «Полезные ископаемые Мирового океана» (издано дважды, в 1974 и 1979 годах, авторы Е. Ф. Шнюков, Р. М. Белодид, В. П. Цемко).
- 1993 (1994) — Топачевский В. А. — лауреат Премии имени И. И. Шмальгаузена НАН Украины[укр.] за цикл монографических работ в области микропалеотериологии (коллективный труд).
- 1993 (1994) — Несин В. А.[укр.] — лауреат Премии имени И. И. Шмальгаузена НАН Украины за цикл монографических работ в области микропалеотериологии (коллективный труд).
- 1993 (1994) — Скорик А. Ф.[укр.] — лауреат Премии имени И. И. Шмальгаузена НАН Украины за цикл монографических работ в области микропалеотериологии (коллективный труд).
- 1997 (1998) — Рековец Л. И.[укр.] — лауреат Премии имени И. И. Шмальгаузена НАН Украины за серию трудов «Эволюция млекопитающих и эколого-морфологические особенности их паразитов в антропогене» (в коллективе с паразитологами ИЗАН).

### Заслуженные деятели науки
- 1965 — Пидопличко И. Г. — Заслуженный деятель науки УССР;
- 1987 — Щербак Н. Н. — Заслуженный деятель науки УССР;
- 1991 — Шнюков Е. Ф. — Заслуженный деятель науки и техники Украины;
- 1992 (?) — Топачевский В. А. — Заслуженный деятель науки и техники Украины;
- 2017 — Емельянов И. Г. — Заслуженный деятель науки и техники Украины.